# Koilada Kargoti
Koilada Kargoti ist ein Fauna-Flora-Habitat-Gebiet im Zentrum der Insel Zypern. Das 106,99 Hektar große Schutzgebiet umfasst einen langgezogenen Abschnitt entlang des Flusses Kargotis. Das Gebiet ist Teil des europäischen Schutzgebietsnetzes Natura 2000.

## Beschreibung
Koilada Kargoti liegt im zentralen Teil der Nordhänge des Troodos-Gebirges auf Zypern und dehnt sich entlang des Kargotis-Tals aus. Es erstreckt sich über etwa 13,5 Kilometer von südöstlich des Dorfes Kakopetria bis in die Nähe von Skouriotissa und variiert in der Breite zwischen zwei und 200 Metern.
Eingebettet zwischen mehreren Dörfern wie Galata, Kaliana und Evrychou, umfasst das Schutzgebiet insgesamt rund 107 Hektar, wobei der größte Teil in Privatbesitz ist. Der niedrigste Teil am nördlichen Ende des Geländes hat eine Höhe von 250 m und der höchste, am südlichsten Punkt, etwa 850 m. Mehr als die Hälfte der Fläche wird landwirtschaftlich genutzt, vor allem durch Anbau von Oliven- und Zitrusbäumen im unteren Bereich sowie Pfirsichen, Aprikosen und Walnüssen weiter oben. Entlang des Flusslaufs finden sich Reste natürlicher Auwälder mit Alnus orientalis und Morgenländischen Platanen, außerdem kleinere Bestände von Eichen- und Kiefernwäldern. Daneben kommen auch angepflanzte Baumarten wie Eukalyptus und der ursprünglich nicht heimische Götterbaum vor, der sich teils stark ausbreitet.

## Schutzzweck

### Bedeutung
Besonders bemerkenswert ist die Flora mit sieben hier nachgewiesenen endemischen Pflanzenarten. Die Fauna umfasst mehrere endemische Reptilien und Säugetiere sowie sechs Fledermausarten, die europaweit unter Schutz stehen. Die Vogelwelt ist ebenfalls artenreich, unter anderem mit drei auf Zypern endemischen Arten und zahlreichen Zugvögeln, die das Tal als Rast- und Brutgebiet nutzen. Zudem lebt hier die Süßwasserkrabbe Potamon potamios cyprius, die nach nationalem zyprischen Recht geschützt ist.

### Lebensräume
Folgende Lebensraumtypen nach Anhang I der FFH-Richtlinie sind für das Gebiet gemeldet. Prioritäre Lebensraumtypen sind mit * gekennzeichnet:
| EU Code | * | Lebensraumtyp (offizielle Bezeichnung)                    | Fläche [ha] |
| ------- | - | --------------------------------------------------------- | ----------- |
| 92A0    |   | Galeriewald mit Salix alba und Populus alba               | 1,07        |
| 92C0    |   | Wälder mit Platanus orientalis und Liquidambar orientalis | 8,559       |
| 92D0    |   | Mediterrane Galeriewälder und flussbegleitende Gebüsche   | 4,279       |
| 93A0    |   | Wälder mit Quercus infectoria                             | 5,35        |
| 9540    |   | Mediterrane Pinienwälder mit endemischen Kiefern          | 1,07        |

## Arteninventar

### Arten von gemeinschaftlichem Interesse
Folgende zwei durch die FFH-Richtlinie geschützte Arten von gemeinschaftlichem Interesse sind laut Standarddatenbogen für das Gebiet offiziell gemeldet. Prioritäre Arten sind mit * gekennzeichnet:
| Bild | EU Code | * | Art                | wissenschaftlicher Name   | Artengruppe | Häufigkeit Anm. |
| ---- | ------- | - | ------------------ | ------------------------- | ----------- | --------------- |
|      | 1304    |   | Große Hufeisennase | Rhinolophus ferrumequinum | Säugetiere  | „sehr selten“   |
|      | 2447    |   | –                  | Coluber cypriensis        | Reptilien   | „häufig“        |

### Vögel
Folgende 36 durch die EU-Vogelschutzrichtlinie geschützten Vogelarten sind für das Gebiet gemeldet. Arten, die im Anhang I der Vogelschutzrichtlinie geführt sind, sind mit * gekennzeichnet:
| Bild | EU Code | * | Art                  | wissenschaftlicher Name  | Artengruppe | Häufigkeit Anm. |
| ---- | ------- | - | -------------------- | ------------------------ | ----------- | --------------- |
|      | A210    |   | Turteltaube          | Streptopelia turtur      | Vögel       | „häufig“        |
|      | A232    |   | Wiedehopf            | Upupa epops              | Vögel       | „häufig“        |
|      | A471    | * | –                    | Periparus ater cypriotes | Vögel       | „selten“        |
|      | A246    | * | Heidelerche          | Lullula arborea          | Vögel       | „häufig“        |
|      | A467    | * | Zypernsteinschmätzer | Oenanthe cypriaca        | Vögel       | „häufig“        |
|      | A095    | * | Rötelfalke           | Falco naumanni           | Vögel       | „selten“        |
|      | A447    | * | Grauortolan          | Emberiza caesia          | Vögel       | „häufig“        |
|      | A087    |   | Mäusebussard         | Buteo buteo              | Vögel       | „selten“        |
|      | A269    |   | Rotkehlchen          | Erithacus rubecula       | Vögel       | „häufig“        |
|      | A286    |   | Rotdrossel           | Turdus iliacus           | Vögel       | „häufig“        |
|      | A210    |   | Turteltaube          | Streptopelia turtur      | Vögel       | „selten“        |
|      | A230    |   | Bienenfresser        | Merops apiaster          | Vögel       | „häufig“        |
|      | A707    | * | Habichtsadler        | Aquila fasciata          | Vögel       | „selten“        |
|      | A229    | * | Eisvogel             | Alcedo atthis            | Vögel       | „selten“        |
|      | A283    |   | Amsel                | Turdus merula            | Vögel       | „häufig“        |
|      | A468    | * | Schuppengrasmücke    | Sylvia melanothorax      | Vögel       | „häufig“        |
|      | A319    |   | Grauschnäpper        | Muscicapa striata        | Vögel       | „selten“        |
|      | A337    |   | Pirol                | Oriolus oriolus          | Vögel       | „selten“        |
|      | A273    |   | Hausrotschwanz       | Phoenicurus ochruros     | Vögel       | „häufig“        |
|      | A212    |   | Kuckuck              | Cuculus canorus          | Vögel       | „häufig“        |
|      | A311    |   | Mönchsgrasmücke      | Sylvia atricapilla       | Vögel       | „häufig“        |
|      | A355    |   | Weidensperling       | Passer hispaniolensis    | Vögel       | „häufig“        |
|      | A487    |   | Blassspötter         | Iduna pallida            | Vögel       | „häufig“        |
|      | A338    | * | Neuntöter            | Lanius collurio          | Vögel       | „selten“        |
|      | A311    |   | Mönchsgrasmücke      | Sylvia atricapilla       | Vögel       | „selten“        |
|      | A382    |   | Kappenammer          | Emberiza melanocephala   | Vögel       | „selten“        |
|      | A339    | * | Schwarzstirnwürger   | Lanius minor             | Vögel       | „selten“        |
|      | A478    |   | Erlenzeisig          | Spinus spinus            | Vögel       | „häufig“        |
|      | A271    |   | Nachtigall           | Luscinia megarhynchos    | Vögel       | „selten“        |
|      | A433    | * | Maskenwürger         | Lanius nubicus           | Vögel       | „häufig“        |
|      | A479    |   | Rötelschwalbe        | Cecropis daurica         | Vögel       | „häufig“        |
|      | A319    |   | Grauschnäpper        | Muscicapa striata        | Vögel       | „häufig“        |
|      | A285    |   | Singdrossel          | Turdus philomelos        | Vögel       | „häufig“        |
|      | A306    |   | Orpheusgrasmücke     | Sylvia hortensis         | Vögel       | „häufig“        |
|      | A271    |   | Nachtigall           | Luscinia megarhynchos    | Vögel       | „häufig“        |
|      | A224    | * | Ziegenmelker         | Caprimulgus europaeus    | Vögel       | „häufig“        |

### Sonstige Arten
Folgende 14 Arten kommen zusätzlich innerhalb des Schutzgebiets vor:
| Bild | EU Code | * | Art                         | wissenschaftlicher Name | Artengruppe | Häufigkeit Anm. |
| ---- | ------- | - | --------------------------- | ----------------------- | ----------- | --------------- |
|      |         |   | Gefleckter Walzenskink      | Chalcides ocellatus     | Reptilien   | „präsent“       |
|      |         |   | Fransenfledermaus           | Myotis nattereri        | Säugetiere  | „präsent“       |
|      |         |   | Großer Abendsegler          | Nyctalus noctula        | Säugetiere  | „präsent“       |
|      |         |   | Graues Langohr              | Plecotus austriacus     | Säugetiere  | „präsent“       |
|      |         |   | Weißrandfledermaus          | Pipistrellus kuhlii     | Säugetiere  | „präsent“       |
|      |         |   | Kleinasiatischer Laubfrosch | Hyla savignyi           | Amphibien   | „präsent“       |
|      |         |   | Westliche Eidechsennatter   | Malpolon monspessulanus | Reptilien   | „präsent“       |
|      |         |   | Blödauge                    | Typhlops vermicularis   | Reptilien   | „präsent“       |
|      |         |   | Alpenfledermaus             | Hypsugo savii           | Säugetiere  | „präsent“       |
|      |         |   | Pfeilnatter                 | Dolichophis jugularis   | Reptilien   | „präsent“       |
|      |         |   | Wechselkröte                | Bufotes viridis         | Amphibien   | „präsent“       |
|      |         |   | Ägäischer Nacktfinger       | Mediodactylus kotschyi  | Reptilien   | „präsent“       |
|      |         |   | Seefrosch                   | Pelophylax ridibundus   | Amphibien   | „präsent“       |
|      |         |   | Girlitz                     | Serinus serinus         | Vögel       | „häufig“        |